# Internationaal verdrag inzake burgerrechten en politieke rechten
Het Internationaal Verdrag inzake burgerrechten en politieke rechten (IVBPR), ook wel afgekort als BuPo (Burgerrechten en Politieke rechten) ((en) International Covenant on Civil and Political Rights, afgekort ICCPR) van de Verenigde Naties (VN) is een multilateraal verdrag dat staten die partij zijn verplicht de in het verdrag opgenomen burgerlijke en politieke rechten van individuen te respecteren, waaronder het recht op leven, vrijheid van godsdienst, vrijheid van meningsuiting, vrijheid van vergadering, kiesrecht en het recht op een eerlijk proces. Het werd aangenomen middels Resolutie 2200 (XXI) van de Algemene Vergadering van de Verenigde Naties op 16 december 1966 en trad in werking op 23 maart 1976 na de vijfendertigste ratificatie of toetreding . In september 2019 heeft het Verdrag 173 partijen en nog eens zes ondertekenaars zonder ratificatie, met name de Volksrepubliek China en Cuba. Noord-Korea is de enige staat die heeft geprobeerd zich terug te trekken.
Het IVBPR wordt beschouwd als een baanbrekend juridisch kader in de geschiedenis van het internationaal recht en de mensenrechten, het maakt deel uit van wat de Verenigde Naties de International Bill of Human Rights noemt, samen met een ander verdrag van de VN, het Internationaal Verdrag inzake Economische, Sociale en Culturele Rechten (ICESCR) en de Universele Verklaring van de Rechten van de Mens (UVRM).
De naleving van het IVBPR wordt gecontroleerd door het Mensenrechtencomité van de Verenigde Naties , dat regelmatig rapporten van de staten die partij zijn beoordeelt over de manier waarop de rechten worden geïmplementeerd. Staten moeten een jaar na toetreding tot het Verdrag verslag uitbrengen en vervolgens wanneer het Comité daarom verzoekt (meestal om de vier jaar). Het Comité komt normaal gesproken bijeen in het VN-kantoor in Genève, Zwitserland en houdt doorgaans drie zittingen per jaar.

## Geschiedenis
Het IVBPR (Internationaal Verdrag inzake burgerrechten en politieke rechten) heeft zijn wortels in hetzelfde pakket aan afspraken dat leidde tot de Universele Verklaring van de Rechten van de Mens. In 1945 is op de Conferentie van San Francisco voorgesteld te komen tot een algemene niet bindende "Verklaring over de essentiële rechten van de mens" die de basis zou leggen voor oprichting van de Verenigde Naties, en de Economische en Sociale Raad kreeg de taak om deze op te stellen.  Aan het begin van de ontwerp-procedure werd het document opgesplitst in een verklaring waarin de algemene beginselen van de mensenrechten zouden worden werden uiteengezet, en een verdrag met bindende verplichtingen. Het eerste document ontwikkelde zich tot de UVRM en werd op 10 december 1948 aangenomen.
Het werk aan het formuleren van bepalingen en de onderhandelingen over de inhoud van het verdrag met bindende verplichtingen liepen nog door want er bleven aanzienlijke verschillen van mening bestaan tussen VN-leden over hoe belangrijk de negatieve burgerlijke en politieke rechten waren (rechten voor burgers waar staten zich hebben te onthouden van inmenging) tegenover positieve economische, sociale en culturele rechten (rechten die staten burgers moeten verlenen). Deze verschillen leidden tot de diplomatieke oplossing dat het oorspronkelijke verdrag werd opgesplitst in twee afzonderlijke verdragen, "een om burgerlijke en politieke rechten te bevatten en de andere om economische, sociale en culturele rechten te bevatten." De twee verdragen moesten zoveel mogelijk soortgelijke bepalingen bevatten en tegelijkertijd voor ondertekening worden opengesteld.  Elk verdrag zou ook een artikel moeten bevatten over het recht van alle volkeren op zelfbeschikking.
Het eerste document werd het Internationaal Verdrag inzake burgerrechten en politieke rechten en het tweede het Internationaal Verdrag inzake economische, sociale en culturele rechten. De ontwerpen werden in 1954 ter bespreking voorgelegd aan de Algemene Vergadering van de VN en 12 jaar later, in 1966 aangenomen als resultaat van langdurige diplomatieke besprekingen en onderhandelingen. Het Internationaal Verdrag inzake economische, sociale en culturele rechten werd kort voor het Internationaal Verdrag inzake burgerrechten en politieke rechten aangenomen. Samen worden de UVRM en de twee Convenanten beschouwd als de fundamentele mensenrechten in het hedendaagse internationale stelsel van mensenrechten.

## Inhoud
Het Convenant volgt de structuur van de UVRM en ICESCR, met een preambule en drieënvijftig artikelen, verdeeld in zes delen. De beschermde rechten van de mens zijn:
- art. 1: recht op zelfbeschikking voor de volken
- art. 3: gelijke rechten van mannen en vrouwen
- art. 6: recht op leven (mogelijke uitzondering: doodstraf)
- art. 7: verbod op folteringen en wrede, onmenselijke of vernederende behandeling of bestraffing
- art. 8: verbod op slavernij en dwangarbeid
- art. 9: recht op vrijheid en veiligheid van de persoon, verbod op willekeurige arrestatie of gevangenhouding
- art. 10: menselijke en waardige behandeling van gevangenen
- art. 12: recht op vrije verplaatsing en vrije vestiging
- art. 13: bescherming van vreemdelingen
- art. 14: gelijkheid voor de rechter, vermoeden van onschuld, garanties voor verdachten, ne bis in idem
- art. 15: geen straf dan door een wet (ook geen terugwerkende kracht)
- art. 16: recht op erkenning door de wet
- art. 17: recht op privacy
- art. 18: vrijheid van gedachte, geweten en godsdienst
- art. 19: recht op vrije meningsuiting
- art. 20: verbod op propaganda voor oorlog en racistisch geweld of discriminatie
- art. 21: recht op vreedzame vergadering
- art. 22: vrijheid van vereniging en vakbond
- art. 23: bescherming van het gezin en het huwelijk
- art. 24: bescherming van minderjarigen
- art. 25: recht op openbaar leven (o.a. deelname aan verkiezingen)
- art. 26: gelijkheid voor de wet
- art. 27: rechten voor minderheden (cultuur, godsdienst, taal)

Er zijn enkele aanvullende, facultatieve protocollen. Het eerste regelt behandeling van individuele klachten. Het tweede is gericht op de afschaffing van de doodstraf.
In veel gevallen geeft het Europees Verdrag voor de Rechten van de Mens de burger dezelfde of een ruimere bescherming.

## Optionele protocollen
Er zijn twee facultatieve protocollen bij het Convenant. Het eerste facultatieve protocol voorziet in een individueel klachtenmechanisme, waardoor individuen bij het Mensenrechtencomité een klacht kunnen indienen over schendingen van het Verdrag.  Dit heeft geleid tot de totstandkoming van een complexe jurisprudentie over de interpretatie en uitvoering van het Verdrag. In september 2019, had het Eerste Facultatieve Protocol 116 partijen. 
Het tweede facultatieve protocol schaft de doodstraf af; landen mochten echter een voorbehoud maken voor het gebruik van de doodstraf voor de ernstigste misdaden van militaire aard, gepleegd in oorlogstijd. In september 2019 had het tweede facultatieve protocol 87 partijen.

## Reserveringen
Een aantal partijen heeft voorbehouden en interpretatieve verklaringen gemaakt bij hun toepassing van het Convenant.

### Argentinië
zal de in zijn grondwet gegarandeerde rechten op een eerlijk proces toepassen op de vervolging van degenen die beschuldigd worden van het schenden van de algemene wet van naties. 

### Australië
behoudt zich het recht voor om de gevangenisnormen van artikel 10 geleidelijk toe te passen, om gerechtelijke dwalingen te compenseren met administratieve middelen in plaats van via de rechtbanken, en interpreteert het verbod op raciale opruiing als onderworpen aan de vrijheden van meningsuiting, vereniging en vergadering. Het verklaart ook dat de uitvoering ervan zal plaatsvinden op elk niveau van zijn federale systeem. 

### Bahama's
behouden zich, vanwege problemen met de uitvoering, het recht voor om gerechtelijke dwalingen niet te compenseren. 

### Bahrein
interpreteert de artikelen 3 (geen discriminatie op grond van geslacht), 18 (vrijheid van godsdienst) en 23 (familierechten) in de context van de islamitische shariawetgeving. 

### Bangladesh
behoudt zich het recht voor om mensen bij verstek te berechten wanneer zij voortvluchtig zijn voor justitie en verklaart dat beperkte middelen betekenen dat het niet noodzakelijkerwijs gevangenissen kan scheiden of raadslieden voor beklaagden kan bieden. 

### Barbados
behoudt zich het recht voor om geen gratis raadsman te bieden aan beschuldigden vanwege beperkte middelen. 

### België
interpreteert de vrijheden van meningsuiting, vergadering en vereniging op een manier die in overeenstemming is met het Europees Verdrag voor de Rechten van de Mens. Zij acht zich niet verplicht oorlogspropaganda te verbieden zoals artikel 20 voorschrijft, en interpreteert dat artikel in het licht van de vrijheid van meningsuiting in de UVRM. Verder maakte België bij artikel 3 het voorbehoud dat het staatshoofd (de Koning) van het mannelijk geslacht moet zijn.

### Belize
behoudt zich het recht voor om gerechtelijke dwalingen als gevolg van problemen met de uitvoering niet te compenseren en is niet van plan om gratis juridisch advies te geven om dezelfde redenen als hierboven. Het weigert ook om het recht op vrij reizen op elk moment te waarborgen, vanwege een wet die degenen die naar het buitenland reizen verplicht om belastinginklaringscertificaten te verstrekken. 

### Congo
overeenkomstig het Congolese wetboek van burgerlijke, handels-, administratieve en financiële procedure, kunnen beslissingen of bevelen die voortvloeien uit bemiddelingsprocedures, in privaatrechtelijke aangelegenheden ten uitvoer worden gelegd door middel van een gevangenisstraf wegens schuld. 

### Denemarken
behoudt zich het recht voor om de pers en het publiek uit te sluiten van processen volgens zijn eigen wetten. Voorts wordt voorbehoud gemaakt bij artikel 20, lid 1. Dit voorbehoud is in overeenstemming met de stem die Denemarken in 1961 in de XVI Algemene Vergadering van de Verenigde Naties heeft uitgebracht toen de Deense delegatie, onder verwijzing naar het vorige artikel over de vrijheid van meningsuiting, tegen het verbod op oorlogspropaganda stemde. 

### Gambia
zal, volgens de grondwet, alleen gratis juridische bijstand verlenen aan verdachten die worden beschuldigd van vermogensdelicten. 

### Nederland
behoudt zich het recht voor om verdachten uit de rechtszaal te verwijderen wanneer dat nodig is, niettegenstaande artikel 14.3 (d).

### Oostenrijk
behoudt zich het recht voor om leden van het Huis Habsburg te blijven verbannen en beperkt de rechten van de beschuldigde en het recht op een eerlijk proces tot degenen die al in zijn rechtsstelsel bestaan. 

### Pakistan
heeft verschillende voorbehouden gemaakt ten aanzien van de artikelen in het verdrag; "de bepalingen van de artikelen 3, 6, 7, 18 en 19 worden aldus toegepast voor zover zij niet in strijd zijn met de bepalingen van de grondwet van Pakistan en de shariawetten", "de bepalingen van artikel 12 worden zodanig toegepast dat zij in overeenstemming zijn met de bepalingen van de grondwet van Pakistan"; "Met betrekking tot artikel 13 behoudt de regering van de Islamitische Republiek Pakistan zich het recht voor om haar recht met betrekking tot buitenlanders toe te passen", "de bepalingen van artikel 25 worden aldus toegepast voor zover zij niet in strijd zijn met de bepalingen van de grondwet van Pakistan" en de regering van de Islamitische Republiek Pakistan "erkent niet de bevoegdheid van het comité bedoeld in artikel 40 van het Verdrag".

### Verenigde Staten
hebben voorbehoud gemaakt dat geen van de artikelen het recht op vrije meningsuiting en vereniging mag beperken; dat de Amerikaanse regering de doodstraf kan opleggen aan elke andere persoon dan een zwangere vrouw, met inbegrip van personen jonger dan 18 jaar; dat "wrede, onmenselijke en vernederende behandeling of bestraffing" verwijst naar die behandelingen of straffen die verboden zijn door een of meer van de vijfde, achtste en veertiende amendementen op de Amerikaanse grondwet; dat lid 1, artikel 15 niet van toepassing is; en dat, niettegenstaande artikel 10, lid 2, onder b), en artikel 14, lid 3, en artikel 14, lid 4, jongeren als volwassenen mag behandelen en vrijwilligers in het leger mag accepteren vóór de leeftijd van 18 jaar. De Verenigde Staten dienden ook vijf "afspraken" en vier "verklaringen" in.

## Handhaving
De handhaving van het Verdrag vindt op verschillende wijzen plaats door het VN-Comité voor de Rechten van de Mens, een comité van achttien deskundigen uit verschillende landen. Allereerst zijn staten die het verdrag hebben geratificeerd, verplicht binnen een jaar na ratificatie verslag uit te brengen aan het Comité voor de Rechten van de Mens over de mensenrechtensituatie in hun land, en daarna telkens wanneer het Comité hierom vraagt. Daarnaast geldt voor landen die het Eerste Aanvullende Protocol hebben geratificeerd, dat ingezetenen het recht hebben om het Comité voor de Rechten van de Mens om een mening te vragen wanneer zij menen dat hun land in strijd met het verdrag heeft gehandeld, en wanneer naar hun mening de nationale rechtsmiddelen zijn uitgeput. Het Comité kan dan zijn mening geven, en aanbevelingen doen. Het kan die echter niet afdwingen.

## Partijen bij het Convenant
Het Internationaal Verdrag inzake burgerrechten en politieke rechten telt 173 staten die partij zijn, waarvan 68 door ondertekening en ratificatie, en de rest door toetreding of opvolging. Deze staten zijn:  
| Lidstaat                       | Getekend          | Geratificeerd     | in Werking        |
| ------------------------------ | ----------------- | ----------------- | ----------------- |
| Afghanistan                    | —                 | 24 januari 1983   | 24 april 1983     |
| Albanië                        | —                 | 4 oktober 1991    | 4 januari 1992    |
| Algerije                       | 10 december 1968  | 12 september 1989 | 12 december 1989  |
| Andorra                        | 5 augustus 2002   | 22 september 2006 | 22 december 2006  |
| Angola                         | —                 | 10 januari 1992   | 10 april 1992     |
| Antigua en Barbuda             | —                 | 3 juli 2019       | 3 november 2019   |
| Argentinië                     | 18 februari 1968  | 8 augustus 1986   | 8 november 1986   |
| Armenië                        | —                 | 23 juni 1993      | 23 september 1993 |
| Australië                      | 18 december 1972  | 13 augustus 1980  | 13 november 1980  |
| Azerbeidzjan                   | —                 | 13 augustus 1992  | 13 november 1992  |
| Bahama's                       | 4 december 2008   | 23 december 2008  | 23 maart 2009     |
| Bahrein                        | —                 | 20 september 2006 | 20 december 2006  |
| Bangladesh                     | —                 | 6 september 2000  | 6 december 2000   |
| Barbados                       | —                 | 5 januari 1973    | 23 maart 1976     |
| België                         | 10 december 1968  | 12 april 1983     | 12 juli 1983      |
| Belize                         | —                 | 10 juni 1996      | 10 september 1996 |
| Benin                          | —                 | 12 maart 1992     | 12 juni 1992      |
| Bolivia                        | —                 | 12 augustus 1982  | 12 november 1982  |
| Bosnië en Herzegovina          | —                 | 1 september 1993  | 6 maart 1992      |
| Botswana                       | 8 september 2000  | 8 september 2000  | 8 december 2000   |
| Brazilië                       | —                 | 24 januari 1992   | 24 april 1992     |
| Bulgarije                      | 8 oktober 1968    | 21 september 1970 | 23 maart 1976     |
| Burkina Faso                   | —                 | 4 januari 1999    | 4 april 1999      |
| Burundi                        | —                 | 8 mei 1990        | 8 augustus 1990   |
| Cambodja                       | 17 oktober 1980   | 26 mei 1992       | 26 augustus 1992  |
| Canada                         | —                 | 19 mei 1976       | 19 augustus 1976  |
| Centraal-Afrikaanse Republiek  | —                 | 8 mei 1981        | 8 augustus 1981   |
| Chili                          | 16 september 1969 | 10 februari 1972  | 23 maart 1976     |
| Colombia                       | 21 december 1966  | 29 oktober 1969   | 23 maart 1976     |
| Congo-Brazzaville              | —                 | 1 november 1976   | 1 februari 1977   |
| Congo-Kinshasa                 | —                 | 5 oktober 1983    | 5 januari 1984    |
| Costa Rica                     | 19 december 1966  | 29 november 1968  | 23 maart 1976     |
| Cyprus                         | 19 december 1966  | 2 april 1969      | 23 maart 1976     |
| Denemarken                     | 20 maart 1968     | 6 januari 1972    | 23 maart 1976     |
| Djibouti                       | —                 | 5 november 2002   | 5 februari 2003   |
| Dominica                       | —                 | 17 juni 1993      | 17 september 1993 |
| Dominicaanse Republiek         | —                 | 4 januari 1978    | 4 april 1978      |
| Duitsland                      | 9 oktober 1968    | 17 december 1973  | 23 maart 1976     |
| Ecuador                        | 4 april 1968      | 6 maart 1969      | 23 maart 1976     |
| Egypte                         | 4 augustus 1967   | 14 januari 1982   | 14 april 1982     |
| El Salvador                    | 21 september 1967 | 30 november 1979  | 29 februari 1980  |
| Equatoriaal-Guinea             | —                 | 25 september 1987 | 25 december 1987  |
| Eritrea                        | —                 | 22 januari 2002   | 22 april 2002     |
| Estland                        | —                 | 21 oktober 1991   | 21 januari 1992   |
| Ethiopië                       | —                 | 11 juni 1993      | 11 september 1993 |
| Fiji                           | —                 | 16 augustus 2018  | 16 november 2018  |
| Filipijnen                     | 19 december 1966  | 23 oktober 1986   | 23 januari 1987   |
| Finland                        | 11 oktober 1967   | 19 augustus 1975  | 23 maart 1976     |
| Frankrijk                      | —                 | 4 november 1980   | 4 februari 1981   |
| Gabon                          | —                 | 21 januari 1983   | 21 april 1983     |
| Gambia                         | —                 | 22 maart 1979     | 22 juni 1979      |
| Georgië                        | —                 | 3 mei 1994        | 3 augustus 1994   |
| Ghana                          | 7 september 2000  | 7 september 2000  | 7 december 2000   |
| Griekenland                    | —                 | 5 mei 1997        | 5 augustus 1997   |
| Grenada                        | —                 | 6 september 1991  | 6 december 1991   |
| Guatemala                      | —                 | 5 mei 1992        | 5 augustus 1992   |
| Guinee                         | 28 februari 1967  | 24 januari 1978   | 24 april 1978     |
| Guinee-Bissau                  | 12 september 2000 | 1 november 2010   | 1 februari 2011   |
| Guyana                         | 22 augustus 1968  | 15 februari 1977  | 15 mei 1977       |
| Haïti                          | —                 | 6 februari 1991   | 6 mei 1991        |
| Honduras                       | 19 december 1966  | 25 augustus 1997  | 25 november 1997  |
| Hongarije                      | 25 maart 1969     | 17 januari 1974   | 23 maart 1976     |
| Ierland                        | 1 oktober 1973    | 8 december 1989   | 8 maart 1990      |
| IJsland                        | 30 december 1968  | 22 augustus 1979  | 22 november 1979  |
| India                          | —                 | 10 april 1979     | 10 juli 1979      |
| Indonesië                      | —                 | 23 februari 2006  | 23 mei 2006       |
| Iran                           | 4 april 1968      | 24 juni 1975      | 23 maart 1976     |
| Irak                           | 18 februari 1969  | 25 januari 1971   | 23 maart 1976     |
| Israël                         | 19 december 1966  | 3 oktober 1991    | 3 januari 1992    |
| Italië                         | 18 januari 1967   | 15 september 1978 | 15 december 1978  |
| Ivoorkust                      | —                 | 26 maart 1992     | 26 juni 1992      |
| Jamaica                        | 19 december 1966  | 3 oktober 1975    | 23 maart 1976     |
| Japan                          | 30 mei 1978       | 21 juni 1979      | 21 september 1979 |
| Jemen                          | —                 | 9 februari 1987   | 9 mei 1987        |
| Jordanië                       | 30 juni 1972      | 28 mei 1975       | 23 maart 1976     |
| Kaapverdië                     | —                 | 6 augustus 1993   | 6 november 1993   |
| Kameroen                       | —                 | 27 januari 1984   | 27 april 1984     |
| Kazachstan                     | 2 december 2003   | 24 januari 2006   | 24 april 2006     |
| Kenia                          | —                 | 1 mei 1972        | 23 maart 1976     |
| Kirgizië                       | —                 | 7 oktober 1994    | 7 januari 1995    |
| Koeweit                        | —                 | 21 mei 1996       | 21 augustus 1996  |
| Kroatië                        | —                 | 12 oktober 1992   | 12 januari 1993   |
| Laos                           | 7 december 2000   | 25 september 2009 | 25 december 2009  |
| Letland                        | —                 | 14 april 1992     | 14 juli 1992      |
| Libanon                        | —                 | 3 november 1972   | 23 maart 1976     |
| Lesotho                        | —                 | 9 september 1992  | 9 december 1992   |
| Liberia                        | 18 april 1967     | 22 september 2004 | 22 december 2004  |
| Libië                          | —                 | 15 mei 1970       | 23 maart 1976     |
| Liechtenstein                  | —                 | 10 december 1998  | 10 maart 1999     |
| Litouwen                       | —                 | 20 november 1991  | 10 februari 1992  |
| Luxemburg                      | 26 november 1974  | 18 augustus 1983  | 18 november 1983  |
| Noord-Macedonië                | —                 | 18 januari 1994   | 17 september 1991 |
| Madagaskar                     | 17 september 1969 | 21 juni 1971      | 23 maart 1976     |
| Malawi                         | —                 | 22 december 1993  | 22 maart 1994     |
| Malediven                      | —                 | 19 september 2006 | 19 december 2006  |
| Mali                           | —                 | 16 juli 1974      | 23 maart 1976     |
| Malta                          | —                 | 13 september 1990 | 13 december 1990  |
| Marshalleilanden               | —                 | 12 maart 2018     | 12 juni 2018      |
| Mauritanië                     | —                 | 17 november 2004  | 17 februari 2005  |
| Mauritius                      | —                 | 12 december 1973  | 23 maart 1976     |
| Mexico                         | —                 | 23 maart 1981     | 23 juni 1981      |
| Moldavië                       | —                 | 26 januari 1993   | 26 april 1993     |
| Monaco                         | 26 juni 1997      | 28 augustus 1997  | 28 november 1997  |
| Mongolië                       | 5 juni 1968       | 18 november 1974  | 23 maart 1976     |
| Montenegro                     | —                 | 23 oktober 2006   | 3 juni 2006       |
| Marokko                        | 19 januari 1977   | 3 mei 1979        | 3 augustus 1979   |
| Mozambique                     | —                 | 21 juli 1993      | 21 oktober 1993   |
| Namibië                        | —                 | 28 november 1994  | 28 februari 1995  |
| Nepal                          | —                 | 14 mei 1991       | 14 augustus 1991  |
| Nederland                      | 25 juni 1969      | 11 december 1978  | 11 maart 1979     |
| Nieuw-Zeeland                  | 12 november 1968  | 28 december 1978  | 28 maart 1979     |
| Nicaragua                      | —                 | 12 maart 1980     | 12 juni 1980      |
| Niger                          | —                 | 7 maart 1986      | 7 juni 1986       |
| Nigeria                        | —                 | 29 juli 1993      | 29 oktober 1993   |
| Noord-Korea                    | —                 | 14 september 1981 | 14 december 1981  |
| Noorwegen                      | 20 maart 1968     | 13 september 1972 | 23 maart 1976     |
| Oeganda                        | —                 | 21 juni 1995      | 21 september 1995 |
| Oekraïne                       | 20 maart 1968     | 12 november 1973  | 23 maart 1976     |
| Oezbekistan                    | —                 | 28 september 1995 | 28 december 1995  |
| Oost-Timor                     | —                 | 18 september 2003 | 18 december 2003  |
| Oostenrijk                     | 10 december 1973  | 10 september 1978 | 10 december 1978  |
| Pakistan                       | 17 april 2008     | 23 juni 2010      | 23 september 2010 |
| Palestina                      | —                 | 2 april 2014      | 2 juli 2014       |
| Panama                         | 27 juli 1976      | 8 maart 1977      | 8 juni 1977       |
| Papoea-Nieuw-Guinea            | —                 | 21 juli 2008      | 21 oktober 2008   |
| Paraguay                       | —                 | 10 juni 1992      | 10 september 1992 |
| Peru                           | 11 augustus 1977  | 28 april 1978     | 28 juli 1978      |
| Polen                          | 2 maart 1967      | 18 maart 1977     | 18 juni 1977      |
| Portugal                       | 7 oktober 1976    | 15 juni 1978      | 15 september 1978 |
| Qatar                          | —                 | 21 mei 2018       | 21 augustus 2018  |
| Roemenië                       | 27 juni 1968      | 9 december 1974   | 23 maart 1976     |
| Rusland                        | 18 maart 1968     | 16 oktober 1973   | 23 maart 1976     |
| Rwanda                         | —                 | 16 april 1975     | 23 maart 1976     |
| Saint Vincent en de Grenadines | —                 | 9 november 1981   | 9 februari 1981   |
| Samoa                          | —                 | 15 februari 2008  | 15 mei 2008       |
| San Marino                     | —                 | 18 oktober 1985   | 18 januari 1986   |
| Sao Tomé en Principe           | 31 oktober 1995   | 10 januari 2017   | 10 april 2017     |
| Senegal                        | 6 juli 1970       | 13 februari 1978  | 13 mei 1978       |
| Servië                         | —                 | 12 maart 2001     | 27 april 1992     |
| Seychellen                     | —                 | 5 mei 1992        | 5 augustus 1992   |
| Sierra Leone                   | —                 | 23 augustus 1996  | 23 november 1996  |
| Slowakije                      | —                 | 28 mei 1993       | 1 januari 1993    |
| Slovenië                       | —                 | 6 juli 1992       | 6 oktober 1992    |
| Somalië                        | —                 | 24 januari 1990   | 24 april 1990     |
| Spanje                         | 28 september 1976 | 27 april 1977     | 27 juli 1977      |
| Sri Lanka                      | —                 | 11 juni 1980      | 11 september 1980 |
| Soedan                         | —                 | 18 maart 1986     | 18 juni 1986      |
| Suriname                       | —                 | 28 december 1976  | 28 maart 1977     |
| Swaziland                      | —                 | 26 maart 2004     | 26 juni 2004      |
| Syrië                          | —                 | 21 april 1969     | 23 maart 1976     |
| Tadzjikistan                   | —                 | 4 januari 1999    | 4 april 1999      |
| Tanzania                       | —                 | 11 juni 1976      | 11 september 1976 |
| Thailand                       | —                 | 29 oktober 1996   | 29 januari 1997   |
| Togo                           | —                 | 24 mei 1984       | 24 augustus 1984  |
| Trinidad en Tobago             | —                 | 21 december 1978  | 21 maart 1979     |
| Tsjaad                         | —                 | 9 juni 1995       | 9 september 1995  |
| Tsjechië                       | —                 | 22 februari 1993  | 1 januari 1993    |
| Tunesië                        | 30 april 1968     | 18 maart 1969     | 23 maart 1976     |
| Turkije                        | 15 augustus 2000  | 23 september 2003 | 23 december 2003  |
| Turkmenistan                   | —                 | 1 mei 1997        | 1 augustus 1997   |
| Uruguay                        | 21 februari 1967  | 21 mei 1967       | 23 maart 1976     |
| Vanuatu                        | 29 november 2007  | 21 november 2008  | 21 februari 2009  |
| Venezuela                      | 24 juni 1969      | 10 mei 1978       | 10 augustus 1978  |
| Verenigd Koninkrijk            | 16 september 1968 | 20 mei 1976       | 20 augustus 1976  |
| Verenigde Staten               | 5 oktober 1977    | 8 juni 1992       | 8 september 1992  |
| Vietnam                        | —                 | 24 september 1982 | 24 december 1982  |
| Wit-Rusland                    | 19 maart 1968     | 12 november 1973  | 23 maart 1976     |
| Zambia                         | —                 | 10 april 1984     | 10 juli 1984      |
| Zimbabwe                       | —                 | 13 mei 1991       | 13 augustus 1991  |
| Zuid-Afrika                    | 3 oktober 1994    | 10 december 1998  | 10 maart 1999     |
| Zuid-Korea                     | —                 | 10 april 1990     | 10 juli 1990      |
| Zweden                         | 29 september 1967 | 6 december 1971   | 23 maart 1976     |
| Zwitserland                    | —                 | 18 juni 1992      | 18 september 1992 |

Deze staten hebben het verdrag ondertekend, maar moeten het nog ratificeren:
| Staat       | Getekend          |
| ----------- | ----------------- |
| China       | 5 oktober 1998    |
| Comoren     | 25 september 2008 |
| Cuba        | 28 februari 2008  |
| Nauru       | 12 november 2001  |
| Palau       | 20 september 2011 |
| Saint Lucia | 22 september 2011 |

## Staten die geen partij zijn bij het Convenant
De meeste staten in de wereld zijn partij bij het IVBPR. De volgende 25 staten zijn er geen partij bij geworden, maar zes staten hebben het Verdrag ondertekend maar niet geratificeerd.

### Staten die geen ondertekenaars noch partijen zijn
1. Bhutan
2. Brunei
3. Kiribati
4. Maleisië
5. Micronesië
6. Myanmar
7. Oman
8. Saint Kitts en Nevis
9. Saoedi-Arabië
10. Singapore
11. Salomonseilanden
12. Zuid-Soedan
13. Tonga
14. Tuvalu
15. Verenigde Arabische Emiraten

### Niet-leden van de VN
1. Cookeilanden
2. Niue
3. Taiwan [j]
4. Vaticaanstad [k]